# 林紓
林紓（1852年11月8日—1924年10月9日），原名群玉，字琴南，號畏廬，別署冷紅生，晚號蠡叟、踐卓翁、六橋補柳翁、長安賣畫翁、餐英居士、春覺齋主人、射九，室名春覺齋、煙雲樓等。福建省福州府閩縣（今福州市台江区）人，清末民初的古文家、小说家和翻譯家。

## 生平
林紓少孤家貧，自幼嗜書如命，五歲時在私塾旁聽，感動過私塾教師。自言“四十五以內，匪書不觀”，“雜收斷簡零篇用自磨治”，校閱古籍二千餘卷。林紓崇尚程朱理學，自言讀程朱二氏之書“篤嗜如飫粱肉”，並讚譽宋儒“嗜兩廡之冷肉，凝拘攣曲局其身，盡日作禮容，雖心中私念美女顏色，亦不敢少動”的修為。
1897年春，林紓先後喪母喪妻，在精神上遭受極大打擊。好友王壽昌與魏瀚見他心境悲涼，便反覆勸他合譯小說法國小仲馬小說《茶花女》。他多次婉拒，最後還是答應下來，首部譯本《巴黎茶花女遗事》就此诞生。林氏本人不諳外語，不能讀外國原著，只能“玩索譯本，默印心中”，后來他又與魏易、王慶驥、王慶通、毛文鐘等人合作，翻譯外國小說，曾筆述英、法、美、比、俄、挪威、瑞士、希腊、日本和西班牙等國的作品。林紓譯書的速度極快，他自己曾經形容“耳受手追，聲已筆止”，當然這些譯文也有不少誤譯，評價向來毀譽參半。林紓本人也把責任推掉：“鄙人不審西文，但能筆達，即有訛錯，均出不知”，甚至把許多劇本，譯成了小說，鄭振鐸曾指出：“莎士比亚的剧本，《亨利第四》，《雷差得纪》，《亨利第六》，《凯撒遗事》以及易卜生的《群鬼》（《梅孽》）都是被他译得变成了另外一部书了。” 林紓與魏易合作完成美國作家斯托夫人的《黑奴吁天錄》（1901年），他在書前的“例言”說：“是書開場、伏脈、接筍、結穴，處處均得古文家義法”。

## 创作作品
林纾的古文了得，当时其作品已在公卿当中流传。而林自己著有《畏廬文集》、《畏廬續集》、《畏廬三集》（畏庐为林的号），《韓柳文研究法》、《春覺齋論文》等文论，《技擊餘聞》、《畏廬瑣記》等笔记，《閩中新樂府》、《畏廬詩存》等诗集，《天妃廟傳奇》、《合浦珠傳奇》、《蜀鵑啼傳奇》等戏曲。
林另外著有長篇小說《京華碧血錄》、《劫外曇花》、《巾幗陽秋》、《冤海靈光》等，打破章回小說的格局。其中《金陵秋》更是以其同乡、辛亥革命将领林述庆的军中日记为情节素材来源，记叙描写辛亥革命前后社会变迁情状。

## 译著
林紓一生著譯甚豐，翻譯小說超過213部。林译小说最多的是英国作家哈葛德的作品，其他還包括有莎士比亚、笛福、斯威夫特、兰姆、史蒂文森、狄更斯、司各特、柯南·道尔、华盛顿·欧文、雨果、大仲马、小仲马、巴尔扎克、伊索、易卜生、托尔斯泰等名家的作品。稿酬如潮，他的好友陳衍戲稱他的書房是“造幣廠”。根據錢鍾書的觀察，在譯完《離恨天》（Paul et Virginie, 1913年）之前，林譯本十之七八都很出色，後期的譯筆逐漸退步，無甚趣味。

## 譯作一覽
- 《巴黎茶花女遺事》（La dame aux camélias），法國小仲馬，林紓、王壽昌合譯。（1898-1899）
- 《吟邊燕語》（Tales from Shakespeare），今譯《莎士比亞戲劇故事集》，英國査爾斯‧蘭姆（Charles Lamb, 1775-1834）和他的姐姐瑪麗‧蘭姆（Mary Lamb, 1764-1847）著，林紓、魏易合譯。（1903年）
- 《伊索寓言》，希臘伊索，与严培南、严璩合译。（1903年）
- 《利俾瑟戰血餘腥記》（Histoire d'un conscrit de 1813），法国阿猛查德（英语：Erckmann-Chatrian）著，林紓、曾宗鞏譯。（1904年）
- 《黑奴籲天錄》（Uncle Tom's Cabin），美國斯托夫人原著，林紓、魏易合譯。（1905年）
- 《迦因小傳》（Joan Haste），英国哈葛德著。（1905年）
- 《埃及金字塔剖屍記》（Cleopatra），英国哈葛德著，林紓、曾宗鞏合譯。（1905年）
- 《英孝子火山報仇錄》（Montezuma’s Daughter），英国哈葛德著，林紓、魏易合譯。（1905年）
- 《鬼山狼俠傳》（Nada the Lily），今譯《百合娜達》，英国哈葛德著，林紓、曾宗鞏合譯（1905年）
- 《斐洲煙水愁城錄》（Allan Quatermain），英国哈葛德著，林紓、曾宗鞏合譯（1905年）
- 《玉雪留痕》（Mr. Meeson’s Will），今譯《米森先生的遗嘱》，英国哈葛德原著，林紓、魏易合譯。（1905年）
- 《埃斯蘭情俠傳》（Eric Brighteyes），英国哈葛德原著，林紓、魏易合譯。（1905年）
- 《拿破仑本纪》（History of Napoleon Buonaparte），洛加德（英语：John Gibson Lockhart）原著。林紓、魏易合译。（1905年）
- 《撒克遜劫後英雄略》（Ivanhoe），今譯《艾凡赫》，沃尔特·司各特原著。（1905年）
- 《魯濱孫飄流記》（Life and Strange Surprising Adventures of Robison Crusoe），英國达孚（即丹尼爾·笛福）原著，林紓、曾宗鞏譯。（1905年）
- 《美洲童子萬里尋親記》（Jimmy Brown Trying to Find Europe），增米·亞丁原著，林紓、曾宗鞏合譯。（1905年）
- 《女師飲劍記》（Brighton Tragedy），布司白（英语：Guy Boothby）原著。（1905年）
- 《洪罕女郎傳》（Colonel Quaritch V.C.），英国哈葛德原著，林紓、魏易合譯（1906年）
- 《霧中人》（People of the Mist），英國哈葛德原著，林紓、曾宗鞏合譯。（1906年）
- 《蠻荒志異》（Black Heart and White Heart , and Other Stories），英國哈葛德原著，林紓、曾宗鞏合譯。（1906年）
- 《橡湖仙影》（Dawn），今譯《黎明》，英國哈葛德著，林紓、魏易合譯。（1906年）
- 《紅礁畫槳錄》（Beatrice），英國哈葛德原著，林紓、魏易合譯。（1906年）
- 《海外軒渠錄》（Gulliver's Travels），今譯《格理弗遊記》，英國喬納森·斯威夫特原著，林紓、魏易合譯出前半部。（1906年）
- 《拊掌錄》（The Sketch Book of Geoffrey Crayon, Gent），今譯《見聞札記》，美国作家華盛頓·歐文的短篇小说集，[13]林紓、魏易合譯。1907年，商务印书馆出版。
- 《金風鐵雨錄》（Micah Clarke），今譯《米卡·克拉克》，阿瑟·柯南·道尔原著。林紓、魏易合譯。（1907年）
- 《滑稽外史》（Nicholas Nickleby），今譯《尼古拉斯·尼克貝》，英國狄更斯原著。林紓、魏易合譯。（1907年）
- 《十字軍英雄記》（The Talisman），英國司各特著，魏易口译。（1907年），商务印书馆出版。
- 《劍底鴛鴦》（The Betrothed），今譯《未婚妻史葛》，英司各特著。林紓、魏易合譯（1907年）
- 《神樞鬼藏錄》（Chronicles of Martin Heweitt），[14]阿瑟·毛利森（英语：Arthur Morrison）原著。林紓、魏易合譯。（1907年）
- 《旅行述異》（Tales of a Traveller），美國华盛顿·欧文原著。林紓、魏易合譯。1907年，商务印书馆出版。
- 《大食故宮餘載》（The Alhambra: The Historical Stories），今譯《阿爾罕伯拉》，美國华盛顿·欧文。林紓、魏易合譯。（1907年）
- 《空谷佳人》，英國博蘭克巴勒原著。林紓、魏易合譯。（1907年）
- 《雙孝子喋血酬恩記》（The Martyred Fool），英國大隈克司蒂穆雷（David Christie Murray）原著，林紓、魏易合譯。（1907年）
- 《愛國二童子傳》（Le tour de la France par deux enfants），法國沛那原著，林紓、李世中合譯。（1907年）
- 《花因》，幾拉德原著，林紓、魏易合譯。（1907年）
- 《孝女耐兒傳》（The old Curiosity Shop），今譯《老古玩店》，英國狄更斯原著，林紓、魏易合譯。（1908年）
- 《賊史》（Oliver Twist），今譯《孤雛淚》，英國狄更斯原著，林紓、魏易合譯。（1908年）
- 《塊肉餘生錄》（David Copperfield），今譯《大卫·科波菲尔》，英國狄更斯原著，林紓、魏易合譯。（1908年）
- 《塊肉餘生述後編》，英國狄更斯原著，林紓、魏易合譯。（1908年）
- 《歇洛克奇案開場》（A Study in Scarlet），即推理小說《福爾摩斯》系列中的《血字的研究》，英柯南達利原著。（1908年）
- 《玉樓花劫》（Le Chevalier de Maison-Rouge），今譯《紅屋騎士》，法國大仲馬原著。林紓、李世中合譯。1908年，商务印书馆出版。
- 《新天方夜譚》（More New Arabian Nights: The Dynamiter），斯蒂文森（Robert Louis Stevenson）、佛尼司地文（Fanny van de Grift Stevenson），林紓、曾宗鞏合譯。（1908年）
- 《髯刺客傳》（Uncle Bernac），今譯《贝纳克叔叔》，柯南達利著（即英國柯南·道爾），林紓、魏易合譯。（1908年）
- 《恨綺愁羅記》（The Refugees），今譯《難民》，柯南達利著，林紓、魏易合譯（1908）
- 《電影樓臺》（The Doings of Raffles Haw），今譯《點石成金》，柯南達利著，林紓、魏易合譯。（1908年）
- 《蛇女士傳》（Beyond the City），今譯《遠離城市》，柯南達利原著，林紓、魏易合譯。（1908年）
- 《西北亞郡主別傳》（For Love or Crown），馬支孟德（Arthur W．Marchmont）著，林紓、魏易合譯。（1908年）
- 《荒唐言》（The Faerie Queene），今譯《仙后》，伊门斯宾塞尔原著，[15]林紓、曾宗鞏合譯。（1908年）
- 《英國大使紅繁露傳》（The Scarlet Pimpernel），男爵夫人阿克西原著，林紓、魏易合譯。（1908年）
- 《鐘乳骷髏》（King Solomon's Mines），林紓、曾宗鞏合譯。1908年，商务印书馆出版。
- 《不如歸》，日本德富健次郎著，林紓、魏易合譯。（1908年）
- 《冰雪姻缘》（Dombey and Son），今譯《董貝父子》。（1909年3月）
- 《黑太子南征錄》（The White Company），今譯《白衣縱隊》，英國柯南達利原著，林紓、魏易合譯。（1909年）
- 《璣司刺虎記》（Jess），英國哈葛德原著，林紓、陳家麟合譯。（1909年）
- 《藕孔避兵錄》（The Secret），英國斐立伯倭本翰（E. Phillips Oppenheim）原著，林紓、魏易合譯。（1909年）
- 《西奴林娜小史》（A Man of Mark），安東尼·霍普（Anthony Hope）原著，林紓、魏易合譯。1909年，商务印书馆出版。
- 《蘆花餘孽》（From One Generation to Another），今譯《一代傳一代》，色东·麦里曼（英语：Hugh Stowell Scott）原著。林紓、魏易合譯。（1909年）
- 《慧星奪婿案》，却洛得倭康、诺埃克尔司原著，林紓、魏易合譯。（1909年）
- 《貝克偵探初編》（The Quests of Paul Beck），马克丹诺·保德庆（英语：Matthias McDonnell Bodkin）原著。林纾、陈家麟合译。（1909年）
- 《貝克偵探續編》，林纾、陈家麟合译。（1909年）
- 《双雄较剑录》（Fair Margaret），哈葛德原著。（1910年）
- 《冰洋鬼啸》，口译者不详。1911年发表于《小说时报》第12期。
- 《洞冥記》（A Journey from This World to The Next），斐鲁丁著。（1921年5月）
- 《天囚懺悔錄》，约翰·沃克森罕（英语：John Oxenham）。林紓、魏易合譯。（1908年）
- 《脂粉議員》，司丢阿忒原著，林紓、魏易合譯。（1909年）
- 《騙術翻新》，林纾、魏易合译。（1909年）
- 《三千年豔屍記》（She, a History of Adventure），[16]英國哈葛德著，林紓、曾宗鞏合譯。（1910年）
- 《古鬼遺金記》（Benita），英國哈葛德著，林紓、陳家麟合譯。（1912年）
- 《残蝉曳声录》，测次希洛原著。林紓、陳家麟合譯，《小说月报》3卷7期（1912年）
- 《情窝》，威利孙原著，林紓、力树萱合譯。（1912年）
- 《義黑》，德罗尼原著。林紓、廖琇崑合译。1913年，商务印书馆出版。
- 《離恨天》（Paul et Virginie），今譯《保尔和薇吉妮》，森彼得（Bernardin de Saint－Pierre）著，林紓、王慶驥合譯。（1913年）
- 《罗刹雌风》，希洛原著。力树萱口译。（1913年）
- 《黑楼情孽》（The Man Who Was Dead），马支孟德原著。陈家麟口译。1914年連載於《小说月报》第五卷第1～4号。同年由商务印书馆出版单行本。
- 《深谷美人》，倭尔吞原著。（1914年8月）
- 《罗刹因果录》，俄國列夫·托尔斯泰原著。[17]（1914年）
- 《情铁》，老昔倭尼原著。林紓、王庆通合译。1914年发表于《中华小说界》第一卷第1～5期。
- 《哀吹錄》（Études philosophiques），法國巴魯薩（即巴爾扎克）著，內含〈獵者斐里樸〉（Adieu）、〈耶穌顯靈〉（Jésus-Christ en Flandre）、〈紅樓冤獄〉（L'Auberge rouge）、〈上將夫人〉（Le Réquisitionnaire），林紓、陳家麟合譯。1914年10月～12月載於《小說月報》第五卷第7～10號。1915年由商務印書館出版單行本。
- 《石麟移月记》，马格内原著。林紓、陳家麟合譯。1915年1月～6月《大中华》月刊。
- 《薄幸郎》（The Changed Brides），英國鎖司倭司（Emma D. E. N. Southwroth）女士原著，林紓、陳家麟合譯。（1915年）
- 《蟹蓮郡主傳》（Countess De Charney），今譯《攝政王之女》，林紓、王慶通合譯。（1915年）
- 《雲破月来缘》，鹘刚伟原著。林紓、胡朝梁合譯。发表于1915年5月～9月《小说月报》第6卷第5～9号。
- 《魚海淚波》（Pécheur d'Islande），今譯《冰島漁夫》，法國皮埃尔·洛蒂（Pierre Loti）原著。（1915年）
- 《溷上花》（Le coupable），法國爽梭阿過伯（Francois Coppée, 即科佩）原著，林紓、王慶通合譯。1915年，商务印书馆出版。
- 《亨利第四紀》（Henry Ⅳ），今譯《亨利四世》，莎士比（即莎士比亞）原著。1916年2月～4月《小说月报》第7卷第2～4号。
- 《亨利第六遺事》（Henry Ⅵ），今譯《亨利六世》，莎士比原著。（1916）
- 《魚雁抉微》（Lettres Persanes），今譯《波斯人信札》，孟德斯鸠原著。林紓、王慶驥合譯（1916）
- 《鷹梯小豪傑》（The Dove in the Eagle's Nest），夏綠蒂·瑪麗·楊支（Charlotte Mary Yonge）原著。林紓、陳家麟合譯。（1916）
- 《織錦拒婚》，林紓、陳家麟合譯。（1916）
- 《雷差得紀》（Richard Ⅱ），今譯《理查二世》，林紓、陳家麟合譯。（1916年）
- 《木馬靈蛇》，美國包魯烏因原著，林紓、陳家麟合譯。（1916年）
- 《香鉤情眼》（Antonine），今譯《安東尼》，法國小仲马原著，林紓、王慶通合譯。（1916年5月）
- 《血华鸳鸯枕》（L'Affaire Clémenceau），今譯《克列蒙梭的事業》，小仲马原著，林紓、王慶通合譯。1916年8月～12月《小说月报》第7卷。
- 《红箧记》，希登希路原著，林紓、陳家麟合譯。发表于1916年3月～10月《小说月报》第7卷第3～10号和1917年1月《小说月报》第8卷第1号。
- 《奇女格露枝小傳》（The Thane's Daughter），瑪麗·考登·克拉克（Mary Cowden Clarke）原著，林紓、陳家麟合譯。（1916年）
- 《橄欖仙》，林紓、陳家麟合譯。（1916年）
- 《詩人解頤語》，倩伯司原著，收笔记故事205则，林紓、陳家麟合譯。（1916年12月）
- 《凱撒遺事》（Julius Caesar），今譯《裘利斯·凯撒》，英國莎士比亞原著，林纾、陈家麟合译。（1916年）
- 《柔乡述险》，利华奴原著。陈家麟口译。1917年1月～6月，《小说月报》第8卷第1～6号。
- 《喬叟故事集》（Tales from Chaucer in Prose）之《鸡谈》，今譯《坎特伯雷故事集》，[18]1916年12月，《小说月报》第7卷第12号
- 《乔叟故事集》之《三少年遇死神》，1916年12月《小说月报》第7卷第12号
- 《拿云手》，英国大威森原著，刊於1917年1月的《小说海》第3卷第1～8期
- 《乔叟故事集》之《格雷西达》，1917年2月，《小说月报》第8卷第2号
- 《乔叟故事集》之《林妖》，1917年3月，《小说月报》第8卷第3号
- 《乔叟故事集》之《公主遇难》，1917年6月，《小说月报》第8卷第6号
- 《乔叟故事集》之《死口能歌》，1917年6月，《小说月报》第8卷第6号
- 《乔叟故事集》之《魂灵附体》，1917年7月，《小说月报》第8卷第7号
- 《天女离魂记》（The Ghost Kings），英國哈葛德原著。林紓、陈家麟合譯。1917年商务印书馆出版。
- 《烟火马》（The Brethren），英國哈葛德原著。林紓、陈家麟合譯。1917年，商务印书馆出版。
- 《牝贼情丝记》，陈施利原著。林紓、陈家麟合譯。1917年，商务印书馆出版。
- 《桃大王因果录》，参恩女士原著，林紓、陳家麟合譯。1917年7月～1918年9月《东方杂志》第14卷第7号～第15卷第9号。
- 《乔叟故事集》之《决斗得妻》，1917年10月，《小说月报》第8卷第10号。
- 《社會聲影錄》，林紓、陳家麟合譯。（1917年）
- 《人鬼关头》，今譯《伊凡·伊里奇之死》，俄國托尔斯泰原著。（1917年）
- 《白夫人感旧录》（Monsieur Destrémeaux，roman psychologique），海斯班（Jean Richepin，1849～1926）原著。林紓、王庆通合译。1917年发表于《小说月报》第八卷。
- 《鹦鹉缘》（Adventures de quatre femmes et d'un perroquet），《鹦鹉缘续编》、《鹦鹉缘三编》，法國小仲马原著，林紓、王慶通合譯。（1918年）
- 《癡郎幻影》，赖其镗原著，林紓、陳家麟合譯。（1918年10月）
- 《現身說法》，今譯《童年少年青年》，俄國列夫·托爾斯泰著，林紓、陳家麟合譯。（1918年）
- 《孝友镜》（De arme edelman），比利時恩海贡斯翁士（Hendrick Conscience，1812～1883）原著。林紓、王庆通合译。1918年，商务印书馆出版。
- 《玫瑰花》（The Rosary），又《续编》，佛羅倫斯·巴克雷（Florence L．Barclay）原著。（1918-1919）
- 《恨樓情絲》，[19]俄國列夫·托爾斯泰原著，林紓、陳家麟合譯。（1919年）
- 《九原可作》（Le Docteur Servans，1849），今譯《塞尔万大夫》，法国小仲马原著，林紓、王慶通合譯。刊於1919年《妇女杂志》第5卷第1～12期。
- 《鐵匣頭顱》（The Witch's Head，1885），英國哈葛德原著，林紓、陳家麟合譯。[20]（1919年7月）
- 《鸇巢記》（Der schweizerische Robinson）初编、续编，今譯《瑞士家庭魯濱孫》，瑞士威斯（Johann David Wyss）原著。林紓、陳家麟合譯。（1919年）
- 《鐵匣頭顱續編》（The Witch's Head II），英國哈葛德原著，林紓、陳家麟合譯。（1919年10月）
- 《妄言妄听》，美森原著。陈家麟口译。1919年8月～12月《小说月报》第10卷第8～12号。
- 《鬼窟藏娇》，武英尼原著。陈家麟口译。1919年6月
- 《西楼鬼语》，约克魁迭斯原著。陈家麟口译。（1919年6月）
- 《泰西古剧》（Stories from the Opera），达威生（Gladys Davidson）原著。林紓、陳家麟合譯。連載於1919年1月～12月《小说月报》第10卷第1～12号。
- 《焦头乱额》，美國尼可拉司（Nicholas Carter）原著。（1919年）
- 《蓮心藕縷錄》（When Knighthood Was in Flower，1898），美國查爾斯·梅傑（Charles Major）原著。（1919年8月）
- 《情天異彩》（Un billet de loterie，1886），今譯《一張彩票》，署法國周魯倭（即儒勒·凡爾納）原著。（1919年9月）
- 《豪士述獵》（Maiwa's Revenge），英國哈葛德原著。陈家麟口译。連載於1919年《小说月报》第十卷第11~12号。
- 《金棱神女再生缘》（The World's Desire），英國哈葛德原著。（1920年）
- 《球房纪事》，俄國托尔斯泰原著。（1920年）
- 《乐师雅路白忒遗事》，俄國托尔斯泰原著。（1920年）
- 《高加索之囚》，俄國托尔斯泰原著。（1920年）
- 《想夫怜》，美國克雷夫人原著。（1920年）
- 《賂史》（The Phantom Torpedo-boats），法國亞波倭得原著，[21]林紓、陳家麟合譯。（1920年）
- 《伊罗埋心记》，小仲马原著。林紓、王慶通合譯。发表于1920年1月～2月《小说月报》第11卷第1～2号。
- 《歐戰春閨夢》（續編），高桑斯原著。林紓、陳家麟合譯。（1920年3月、5月）
- 《戎馬書生》（The Lances of Lynwood），杨支原著。林紓、陳家麟合譯。（1920年4月）
- 《盈盈一水》，又名《還珠艷史》，1920年2月，商務印書館印行。
- 《膜外风光》（Le voile du bonheur），克里孟索（Georges Clemenceau，1841～1929）原著。林紓、叶于沅合译。1920年，北京以陆徵祥家刻本印行。
- 《梅孽》（Gengangere），今譯《群鬼》，挪威易卜生的剧本。1921年，商务印书馆出版。[22]
- 《炸鬼記》（Queen Sheba’s Ring），英國哈葛德原著，林紓、陳家麟合譯。（1921年）
- 《俄宫秘史》，俄國丹考夫原著，林紓、陳家麟合譯。（1921年）
- 《厲鬼犯蹕記》（Windsor Castle），英國安司倭司，林紓、毛文鐘合譯。（1921年）
- 《僵桃記》，林紓、毛文鐘合譯。（1921年）
- 《馬妒》，高尔忒原著。林紓、毛文鐘合譯。（1921年）
- 《雙雄義死錄》（Quatre-vingt-treize），即法國預勾（雨果）的《九三年》，林紓、毛文鐘合譯。（1921年）
- 《怪董》，伯鲁夫因支原著。陈家麟口译。（1921年5月）
- 《鬼悟》，署威而司（即儒勒·凡爾納）原著。林紓、毛文鐘合譯。（1921年6月）
- 《沧波淹谍记》，卡文原著。林紓、毛文鐘合譯。（1921年10月）
- 《沙利沙女王小记》（The Island Mystery），伯明罕（George A．Birmingham）原著。林紓、毛文鐘合譯。1921年，商务印书馆出版。
- 《情海疑波》，道因原著。林紓、林凱合譯。（1921年11月）
- 《埃及异闻录》，路易原著。林紓、毛文鐘合譯。（1921年11月）
- 《以德报怨》（The Bride of Llewellyn），美國沙士司卫甫夫人原著。林紓、毛文鐘合譯。（1922年）
- 《魔俠傳》，即《唐吉訶德》，[23]林紓、陳家麟合譯。（1922年）
- 《矐目英雄》（Michael Strogoff，1876），今譯《沙皇的信使》，泊恩（即儒勒·凡爾納）原著。林紓、毛文鐘合譯。（1922年3月）
- 《情翳》，美國鲁兰司原著。林紓、毛文鐘合譯。1922年，商务印书馆出版。
- 《情天補恨錄》，克林登女士原著。林紓、毛文鐘合譯。发表于1923年1月5日～4月20日《小说世界》周刊第1卷第1～3、5～7、9、11、13期和第2卷第1、3期。
- 《妖髡缳首记》（Carnival of Florence），巴文（Marjorie Bowen）原著。林紓、毛文鐘合譯。发表于1923年5月25日～9月31日《小说世界》周刊第2卷第8、10～13期和第8卷第1～9期。
- 《三種死法》，俄國托尔斯泰原著。口译者不详。1924年发表于《小说世界》第五卷。
- 《亨利第五纪》（Henry Ⅴ），即《亨利五世》，莎士比原著。1925年11月27日-12月4日連載於《小说世界》周刊第12卷第9～10期。
- 《乔叟故事集》之《加木林》，1925年12月25日，《小说世界》第12卷第13期
- 《信託公司》，英國亨利。（1925年）
- 《杏核》，英國亨利。（1925年）
- 《世界大學》，英國亨利。（1925年）
- 《回生丸》，英國亨利。（1925年）
- 《檢查長》，英國亨利。（1925年）
- 《美人局》，英國亨利。（1925年）
- 《破术》，英國亨利。（1925年）
- 《伪币》，英國亨利。（1925年）
- 《象牙荷花》，英國亨利。（1925年）
- 《金矿股票》，英國亨利。（1925年）
- 《绑票》，英國亨利。（1925年）
- 《访员》，英國亨利。（1925年）
- 《一家三千》，英國亨利。（1925年）

### 譯著年代不詳
- 《耶稣夜宴》
- 《耶稣圣节》
- 《耶稣生日日》
- 《巴黎四义人录》
- 《欧文论英伦风物》
- 《记惠斯敏司德大寺》，今译名为《杰弗里·克雷昂先生的见闻杂记》，选自《拊掌录》。
- 《耶稣圣节前一日之夕景》
- 《英女士意色儿离莺小记》
- 《孝女履霜記》[24]
- 《欧西通史》
- 《保种英雄传》

### 未刊
- 《悶葫蘆》，美國堪白洛原著，原稿存於林紓夫人楊郁處，1955年捐贈北京圖書館。
- 《神窝》，又名《美术姻缘》，美國惠而東夫人原著。手跡現藏中國現代文學館。
- 《金缕衣》，美國克雷夫人原著。據胡寄塵《林琴南未刊譯本之調查》記載，原稿存上海商務印書館。
- 《情橋恨水錄》，英國裴爾格女士原著。此稿現藏林紓孫女婿周啓懇處。
- 《欧战军前琐话》（Les Silenceee dn Colonel Bramile, 1918），法國安德烈.馬路亞原著。林紓，毛文鍾同譯。
- 《交民巷社会述》，法國華伊爾，俄國丹米安同著。林紓，王慶通同譯。原稿存林紓夫人林楊郁處，1955年捐贈北京圖書館。
- 《雨血風毛錄》（Scouting with Kit Carson），美國湯木森（Everett T. Tominson）原著。林紓，毛文鍾同譯。原稿存林紓夫人林楊郁家。1955年，捐贈北京圖書館。
- 《风流冤孽》，法國小仲馬原著。[25]
- 《情幻》（The Cossacks），今譯《哥薩克人》，俄國託爾斯泰原著。
- 《五丁開山記》，今譯《神秘島》，法國文魯倭（凡納爾）原著，譯稿毀於戰火之中。

## 評價
林紓性情急躁，思想屬保守派，與當時新文化運動的領袖如陳獨秀、胡適等人意見相左，曾写文言小说《妖梦》《荆生》讽刺他们。其實林紓並不反對白話文，他本人還寫過白話詩，他只是反對盡廢古文。林紓稱胡適是“左右校長而出”的秦二世。不過胡適對林紓的翻譯成績仍有好評，《五十年來中國之文學》文中提到：“古文裡很少有滑稽的風味，林紓居然用古文譯了歐文和狄更斯的作品。古文不長於寫情，林紓居然用古文譯了《茶花女》與《迦因小傳》等書。古文的應用，自司馬遷以來，從沒有這種大的成績。”周作人指出：“他介绍外国文学，虽然用了班、马的古文，其努力与成绩绝不在任何人之下。……老实说，我们几乎都因了林译才知道外国有小说，引起一点对于外国文学的兴味，我个人还曾经很模仿过他的译文。”亚瑟·威利评论說：“狄更斯……所有过度的经营、过分的夸张和不自禁的饶舌，（在林译裡）都消失了。幽默仍在，不过被简洁的文体改变了。狄更斯由于过度繁冗所损坏的每一地方，林纾都从容地、适当地补救过来。”
翻譯家林語堂在其英文小說《京華煙雲》（Moment in Peking，又譯作《瞬息京華》）的第十九章曾說：「林氏是古閩一位舊式學者，本身並不懂英文，他所譯各書．乃是請一位從英國回來的留學生口頭講給他聽而寫成。他最厲害之處，乃在於用文言譯述西方長篇小說。他的譯文瑰奇縱橫，充分的發揮小說所應有的各種規模，這也是他為何得享盛名的原因。」